# フリッツ・カッシーラー
フリードリヒ（フリッツ）・レオポルト・カッシーラー（Friedrich (Fritz) Leopold Cassirer, 1871年3月29日 - 1926年11月26日）は、ドイツの指揮者。

## 生涯
カッシーラーはブレスラウ（ヴロツワフ）に生まれた。父のユリウスは9人兄弟であり、妻のユルヒャー（ユリー）（Julcher (Julie)）とは曾祖父を同じくする遠い親戚だった。フリッツはハンス・プフィッツナーとグスタフ・ホーレンダーに師事して音楽を学び、後にリューベック、ポズナン、ザールブリュッケン、エルバーフェルトとドイツのオペラハウスの指揮者を歴任した。
カッシーラーがエルバーフェルトのオペラハウスの職に就いていた時、同僚のハンス・ハイムが彼にフレデリック・ディーリアスの音楽を紹介した。ディーリアス作品のドイツ国内での知名度は低く、また国外でもほとんど知られていない頃だった。ハイム同様カッシーラーも、ディーリアスの音楽を世に広めるのに大きな役割を果たすことになる。彼は1904年にエルバーフェルトでディーリアスのオペラ「コアンガ」を初演し、ディーリアスの世俗的合唱曲「人生のミサ」の作曲に当たっては、作曲者がニーチェの詩を抜粋するのを手助けした。また、1907年にはオペラ「村のロメオとジュリエット」のベルリン・コーミッシェ・オーパーでの初演を取りまとめた。
コーミッシェ・オーパー会社の一員として1907年に同団体と共にロンドンを訪れたカッシーラーは、オッフェンバックの「ホフマン物語」を上演した。ロンドンでいくつかのコンサートで指揮台に上がった彼であったが、その中ではトーマス・ビーチャムのニュー・シンフォニー・オーケストラとも共演し、ディーリアスの「アパラチア」を演奏している。その時までディーリアスの音楽を全く知らなかったビーチャムは驚嘆し、以降生涯を通じてディーリアス音楽に身を投じることになった。ビーチャムはカッシーラーに関して「やや好みが難しいながらも、天性の良さ」があると称賛していた。
カッシーラーはニューヨークのマンハッタン・センターからの出演依頼を断った後、ミュンヘンで隠居暮らしを始め、余生を哲学や文学の研究に費やした。彼はベルリンで55年の生涯を閉じた。

## 私生活
カッシーラーはリリー・ディスペッカー（Lily Dispecker）と結婚した。2人は一人娘のエファ・シャルロッテ・カッシーラー（Eva Charlotte-）を授かった。エファは父の従兄弟であったフリードリヒ・ヴィルヘルム・カッシーラー（この人物もフリッツとして知られる）と結婚する。彼は一時期ベルリンのドイツ座を運営し、またマックス・ラインハルトの興行マネージャーも務めた。